# Topór II
Topór II (Topór odmienny I) – polski herb szlachecki z nobilitacji, odmiana herbu Topór, niesłusznie określany jako herb Tarło.

## Opis herbu
Opis z wykorzystaniem zasad blazonowania, zaproponowanych przez Alfreda Znamierowskiego:
W polu czerwonym topór o ostrzu srebrnym i stylisku naturalnym.
Klejnot: godło między dwoma skrzydłami orlimi.
Labry czerwone, podbite srebrem.

## Najwcześniejsze wzmianki
Nadany Wawrzyńcowi z Kazimierza  17 kwietnia 1559.

## Herb Tarłów

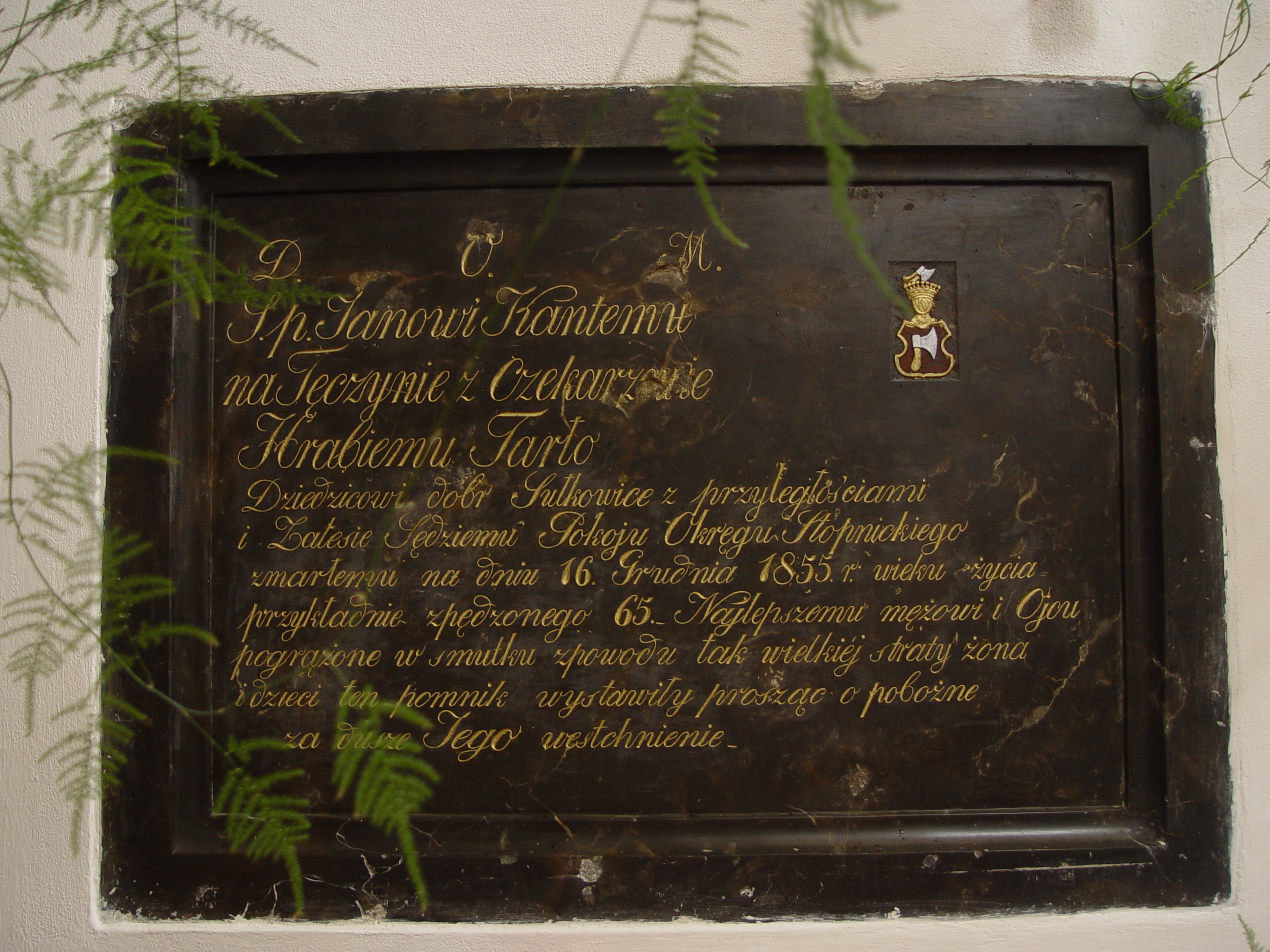
Epitafium Jana Kantego Tarły, z herbem Topór

Tadeusz Gajl, opierając się na Tablicach odmian herbowych Chrząńskiego, przypisał w swoim Herbarzu polskim rodzinie Tarłów omawiany tutaj herb. Jest to błąd, powielany m.in. przez Alfreda Znamierowskiego. Herb opisywany przez Chrząńskiego jako odmiana Tarłów otrzymał w rzeczywistości wzmiankowany wcześniej Wawrzyniec z Kazimierza, zaś Tarłowie posługiwali się podstawową wersją Topora, co potwierdzają źródła piśmiennicze i ikonograficzne, takie jak epitafium Jana Kantego Tarły.

## Herbowni
Ponieważ herb Topór odmienny był herbem własnym, prawo do posługiwania się nim przysługuje tylko jednemu rodowi herbownemu:
z Kazimierza.